# Inga salicifoliola
Inga salicifoliola là một loài rau đậu thuộc họ Fabaceae.
Loài này chỉ có ở Brasil.